# Tirrena-Adriàtica 2017
La Tirrena-Adriàtica 2017, 52a edició de la Tirrena-Adriàtica, es disputà entre el 8 i el 14 de març de 2017. Aquesta era la setena prova de l'UCI World Tour 2017. Els corredors havien de superar 1.012,75 km repartits entre set etapes, la primera en la modalitat de contrarellotge per equips i la darrera en la de contrarellotge individual.
El vencedor final fou el colombià Nairo Quintana (Movistar Team), que aconseguí el liderat després de guanyar la quarta etapa i posteriorment va mantenir l'avantatge en la contrarellotge individual final per 25" sobre Rohan Dennis (BMC Racing Team). Tercer, completant el podi, finalitzà Thibaut Pinot (FDJ).
En les classificacions secundàries Peter Sagan (Bora-Hansgrohe) guanyà la classificació per punts, Bob Jungels (Quick-Step Floors) la dels joves i Davide Ballerini (Androni Giocattoli) la dels joves. El Movistar Team fou el millor equip.

## Equips
L'organitzador RCS Sport comunicà la llista d'equips convidats el 18 de gener de 2017.
| WorldTeams (18)- AG2R La Mondiale - Astana - Bahrain-Merida - BMC Racing Team - Bora-Hansgrohe - Cannondale-Drapac - Dimension Data - FDJ - Katusha-Alpecin - Lotto NL-Jumbo - Lotto-Soudal - Movistar Team - Orica-Scott - Quick-Step Floors - Sky - Team Sunweb - Trek-Segafredo - UAE Team Emirates Equips continentals professionals (4)- Androni Giocattoli - Bardiani CSF - Nippo-Vini Fantini - Novo Nordisk |
| |

## Recorregut
El recorregut de la Tirrena-Adriàtica 2017 fou anunciat el 15 de desembre de 2016. La sisena etapa, inicialment prevista sobre 159 km, hagué de modificar el recorregut fins als 168 km per culpa de les males condicions d'alguna de les carreteres per on havia de transitar.

## Etapes
| Etapa    | Data       | Ciutats d'etapa                                     | type                      | Distància (km) | Vencedor de l'etapa     | Líder de la general  |
| -------- | ---------- | --------------------------------------------------- | ------------------------- | -------------- | ----------------------- | -------------------- |
| 1a etapa | 8 de març  | Lido di Camaiore – Lido di Camaiore                 | contrarellotge per equips | 22,7           | BMC Racing Team         | Damiano Caruso       |
| 2a etapa | 9 de març  | Camaiore – Pomarance                                | etapa de mitja muntanya   | 229            | Geraint Thomas          | Greg Van Avermaet    |
| 3a etapa | 10 de març | Monterotondo Marittimo – Montalto di Castro         | etapa accidentada         | 204            | Peter Sagan             | Rohan Dennis         |
| 4a etapa | 11 de març | Montalto di Castro – Terminillo                     | etapa de muntanya         | 171            | Nairo Quintana Rojas    | Nairo Quintana Rojas |
| 5a etapa | 12 de març | Rieti – Fermo                                       | etapa de mitja muntanya   | 209            | Peter Sagan             | Nairo Quintana Rojas |
| 6a etapa | 13 de març | Ascoli Piceno – Civitanova Marche                   | etapa accidentada         | 168            | Fernando Gaviria Rendón | Nairo Quintana Rojas |
| 7a etapa | 14 de març | San Benedetto del Tronto – San Benedetto del Tronto | contrarellotge individual | 10,05          | Rohan Dennis            | Nairo Quintana Rojas |

### Etapa 1
8 de març de 2017. Lido di Camaiore - Lido di Camaiore. 22,7 km (contrarellotge per equips)
Etapa inicial amb el format de contrarellotge per equips pel passeig marítim de Lido di Camaiore, totalment plana i amb sols quatre corbes en el seu recorregut.
Per segon any consecutiu el BMC Racing Team va ser l'equip vencedor. Damiano Caruso fou el primer líder. L'Etixx-Quick Step arribà a 16", mentre el FDJ va perdre 21". Pitjor li anaren les coses al Team Sky, que va veure com a Gianni Moscon se li desintegrava la roda davantera i d'altres dos corredors també tingueren problemes amb elles i acabaren cedint més de d'un minut i mig.
| \| Classificació de l'etapa \| Classificació de l'etapa \| Classificació de l'etapa \| Classificació de l'etapa \| Classificació de l'etapa \| Classificació de l'etapa \| \| Equip \| Equip \| Temps \| Diferència de temps \| Velocitat \| \| \| ------------------------ \| ------------------------ \| ------------------------ \| ------------------------ \| ------------------------ \| ------------------------ \| \| 1r \| BMC Racing Team \| 23' 21" \| 23' 21" \| 58.371 km/h \| \| \| 2n \| Quick-Step Floors \| 23' 37" \| + 16" \| 57.671 km/h \| \| \| 3r \| FDJ \| 23' 42" \| + 21" \| 57.468 km/h \| \| \| 4t \| Movistar Team \| 23' 42" \| + 21" \| 57.468 km/h \| \| \| 5è \| Orica-Scott \| 23' 45" \| + 24" \| 57.347 km/h \| \| \| 6è \| Lotto NL-Jumbo \| 24' 00" \| + 39" \| 56.750 km/h \| \| \| 7è \| Lotto-Soudal \| 24' 12" \| + 51" \| 56.281 km/h \| \| \| 8è \| Bahrain-Merida \| 24' 13" \| + 52" \| 56.242 km/h \| \| \| 9è \| Dimension Data \| 24' 13" \| + 52" \| 56.242 km/h \| \| \| 10è \| Astana \| 24' 15" \| + 54" \| 56.165 km/h \| \| |                   |         |                     |             |
| |                   |         |                     |             |
| Font: ProCyclingStats |                   |         |                     |             |
| Classificació de l'etapa |                   |         |                     |             |
| Equip | Equip             | Temps   | Diferència de temps | Velocitat   |
| 1r | BMC Racing Team   | 23' 21" | 23' 21"             | 58.371 km/h |
| 2n | Quick-Step Floors | 23' 37" | + 16"               | 57.671 km/h |
| 3r | FDJ               | 23' 42" | + 21"               | 57.468 km/h |
| 4t | Movistar Team     | 23' 42" | + 21"               | 57.468 km/h |
| 5è | Orica-Scott       | 23' 45" | + 24"               | 57.347 km/h |
| 6è | Lotto NL-Jumbo    | 24' 00" | + 39"               | 56.750 km/h |
| 7è | Lotto-Soudal      | 24' 12" | + 51"               | 56.281 km/h |
| 8è | Bahrain-Merida    | 24' 13" | + 52"               | 56.242 km/h |
| 9è | Dimension Data    | 24' 13" | + 52"               | 56.242 km/h |
| 10è | Astana            | 24' 15" | + 54"               | 56.165 km/h |

| \| Classificació general \| Classificació general \| Classificació general \| Classificació general \| Classificació general \| \| Corredor \| Corredor \| Equip \| Temps \| \| \| --------------------- \| --------------------- \| --------------------- \| --------------------- \| --------------------- \| \| 1r \| Damiano Caruso \| BMC Racing Team \| 23' 21" \| \| \| 2n \| Rohan Dennis \| BMC Racing Team \| + 0" \| \| \| 3r \| Greg Van Avermaet \| BMC Racing Team \| + 0" \| \| \| 4t \| Stefan Küng \| BMC Racing Team \| + 0" \| \| \| 5è \| Daniel Oss \| BMC Racing Team \| + 0" \| \| \| 6è \| Tejay van Garderen \| BMC Racing Team \| + 0" \| \| \| 7è \| Tom Boonen \| Quick-Step Floors \| + 16" \| \| \| 8è \| Matteo Trentin \| Quick-Step Floors \| + 16" \| \| \| 9è \| Bob Jungels \| Quick-Step Floors \| + 16" \| \| \| 10è \| Julien Vermote \| Quick-Step Floors \| + 16" \| \| |                    |                   |         |
| |                    |                   |         |
| Font: ProCyclingStats |                    |                   |         |
| Classificació general |                    |                   |         |
| Corredor | Corredor           | Equip             | Temps   |
| 1r | Damiano Caruso     | BMC Racing Team   | 23' 21" |
| 2n | Rohan Dennis       | BMC Racing Team   | + 0"    |
| 3r | Greg Van Avermaet  | BMC Racing Team   | + 0"    |
| 4t | Stefan Küng        | BMC Racing Team   | + 0"    |
| 5è | Daniel Oss         | BMC Racing Team   | + 0"    |
| 6è | Tejay van Garderen | BMC Racing Team   | + 0"    |
| 7è | Tom Boonen         | Quick-Step Floors | + 16"   |
| 8è | Matteo Trentin     | Quick-Step Floors | + 16"   |
| 9è | Bob Jungels        | Quick-Step Floors | + 16"   |
| 10è | Julien Vermote     | Quick-Step Floors | + 16"   |

### Etapa 2
9 de març de 2017. Camaiore - Pomarance, 229 km
Primera etapa en línia, amb dues parts ben diferenciades. Els primers 115 quilòmetres són totalment plans. A partir d'aquell punt s'inicia l'ascensió a Serrazzano (km 132), Volterra (km 176,6), Montecatini Val di Cecina (km 206,6) i Pomarance.
Etapa de transició animada per una escapada inicial que fou controlada en tot moment. Finalment foren neutralitzats a manca de 27 km. A manca de 4 km Geraint Thomas (Sky) atacà i es presentà amb 9" d'avantatge sobre Tom Dumoulin. Greg Van Avermaet passà a liderar la general.
| \| Classificació de l'etapa \| Classificació de l'etapa \| Classificació de l'etapa \| Classificació de l'etapa \| Classificació de l'etapa \| \| Corredor \| Corredor \| Equip \| Temps \| \| \| ------------------------ \| ------------------------ \| --------------------------- \| ------------------------ \| ------------------------ \| \| 1r \| Geraint Thomas \| Team Sky \| 5h 51' 44" \| \| \| 2n \| Tom Dumoulin \| Team Sunweb \| + 9" \| \| \| 3r \| Peter Sagan \| Bora-Hansgrohe \| + 9" \| \| \| 4t \| Greg Van Avermaet \| BMC Racing Team \| + 9" \| \| \| 5è \| Francesco Gavazzi \| Androni-Sidermec-Bottecchia \| + 9" \| \| \| 6è \| Michał Kwiatkowski \| Team Sky \| + 9" \| \| \| 7è \| Adam Yates \| Orica-Scott \| + 9" \| \| \| 8è \| Rohan Dennis \| BMC Racing Team \| + 9" \| \| \| 9è \| Nairo Quintana Rojas \| Movistar Team \| + 9" \| \| \| 10è \| Simon Clarke \| Cannondale-Drapac \| + 9" \| \| |                      |                             |            |
| |                      |                             |            |
| Font: ProCyclingStats |                      |                             |            |
| Classificació de l'etapa |                      |                             |            |
| Corredor | Corredor             | Equip                       | Temps      |
| 1r | Geraint Thomas       | Team Sky                    | 5h 51' 44" |
| 2n | Tom Dumoulin         | Team Sunweb                 | + 9"       |
| 3r | Peter Sagan          | Bora-Hansgrohe              | + 9"       |
| 4t | Greg Van Avermaet    | BMC Racing Team             | + 9"       |
| 5è | Francesco Gavazzi    | Androni-Sidermec-Bottecchia | + 9"       |
| 6è | Michał Kwiatkowski   | Team Sky                    | + 9"       |
| 7è | Adam Yates           | Orica-Scott                 | + 9"       |
| 8è | Rohan Dennis         | BMC Racing Team             | + 9"       |
| 9è | Nairo Quintana Rojas | Movistar Team               | + 9"       |
| 10è | Simon Clarke         | Cannondale-Drapac           | + 9"       |

| \| Classificació general \| Classificació general \| Classificació general \| Classificació general \| Classificació general \| \| Corredor \| Corredor \| Equip \| Temps \| \| \| --------------------- \| ---------------------------- \| --------------------- \| --------------------- \| --------------------- \| \| 1r \| Greg Van Avermaet \| BMC Racing Team \| 6h 15' 14" \| \| \| 2n \| Rohan Dennis \| BMC Racing Team \| + 0" \| \| \| 3r \| Tejay van Garderen \| BMC Racing Team \| + 0" \| \| \| 4t \| Damiano Caruso \| BMC Racing Team \| + 0" \| \| \| 5è \| Niki Terpstra \| Quick-Step Floors \| + 16" \| \| \| 6è \| Bob Jungels \| Quick-Step Floors \| + 16" \| \| \| 7è \| Nairo Quintana Rojas \| Movistar Team \| + 21" \| \| \| 8è \| Daniel Moreno Fernández \| Movistar Team \| + 21" \| \| \| 9è \| Sébastien Reichenbach \| FDJ \| + 21" \| \| \| 10è \| Jonathan Castroviejo Nicolás \| Movistar Team \| + 21" \| \| |                              |                   |            |
| |                              |                   |            |
| Font: ProCyclingStats |                              |                   |            |
| Classificació general |                              |                   |            |
| Corredor | Corredor                     | Equip             | Temps      |
| 1r | Greg Van Avermaet            | BMC Racing Team   | 6h 15' 14" |
| 2n | Rohan Dennis                 | BMC Racing Team   | + 0"       |
| 3r | Tejay van Garderen           | BMC Racing Team   | + 0"       |
| 4t | Damiano Caruso               | BMC Racing Team   | + 0"       |
| 5è | Niki Terpstra                | Quick-Step Floors | + 16"      |
| 6è | Bob Jungels                  | Quick-Step Floors | + 16"      |
| 7è | Nairo Quintana Rojas         | Movistar Team     | + 21"      |
| 8è | Daniel Moreno Fernández      | Movistar Team     | + 21"      |
| 9è | Sébastien Reichenbach        | FDJ               | + 21"      |
| 10è | Jonathan Castroviejo Nicolás | Movistar Team     | + 21"      |

### Etapa 3
10 de març de 2017. Monterotondo Marittimo - Montalto di Castro, 204 km
Etapa amb una sola dificultat muntanyosa (km 92,7), però amb un terreny força ondulat en la part central de la mateixa.
Nova escapada inicial formada per 7 corredores, si bé foren Grivko (Astana), Filosi (Nippo) i Gougeard (Ag2r) els darrers en ser neutralitzats, a manca de 24 km. La petita pujada del darrer quilòmetre beneficià a Peter Sagan, que s'imposà a l'esprint sobre Elia Viviani i Jürgen Roelandts.
| \| Classificació de l'etapa \| Classificació de l'etapa \| Classificació de l'etapa \| Classificació de l'etapa \| Classificació de l'etapa \| \| Corredor \| Corredor \| Equip \| Temps \| \| \| ------------------------ \| ------------------------ \| --------------------------- \| ------------------------ \| ------------------------ \| \| 1r \| Peter Sagan \| Bora-Hansgrohe \| 4h 51' 59" \| \| \| 2n \| Elia Viviani \| Team Sky \| + 0" \| \| \| 3r \| Jürgen Roelandts \| Lotto-Soudal \| + 0" \| \| \| 4t \| Sacha Modolo \| UAE Team Emirates \| + 0" \| \| \| 5è \| Luka Mezgec \| Orica-Scott \| + 0" \| \| \| 6è \| Rick Zabel \| Katusha-Alpecin \| + 0" \| \| \| 7è \| Andrea Palini \| Androni-Sidermec-Bottecchia \| + 0" \| \| \| 8è \| Roberto Ferrari \| UAE Team Emirates \| + 0" \| \| \| 9è \| Georg Preidler \| Team Sunweb \| + 0" \| \| \| 10è \| Ramon Sinkeldam \| Team Sunweb \| + 0" \| \| |                  |                             |            |
| |                  |                             |            |
| Font: ProCyclingStats |                  |                             |            |
| Classificació de l'etapa |                  |                             |            |
| Corredor | Corredor         | Equip                       | Temps      |
| 1r | Peter Sagan      | Bora-Hansgrohe              | 4h 51' 59" |
| 2n | Elia Viviani     | Team Sky                    | + 0"       |
| 3r | Jürgen Roelandts | Lotto-Soudal                | + 0"       |
| 4t | Sacha Modolo     | UAE Team Emirates           | + 0"       |
| 5è | Luka Mezgec      | Orica-Scott                 | + 0"       |
| 6è | Rick Zabel       | Katusha-Alpecin             | + 0"       |
| 7è | Andrea Palini    | Androni-Sidermec-Bottecchia | + 0"       |
| 8è | Roberto Ferrari  | UAE Team Emirates           | + 0"       |
| 9è | Georg Preidler   | Team Sunweb                 | + 0"       |
| 10è | Ramon Sinkeldam  | Team Sunweb                 | + 0"       |

| \| Classificació general \| Classificació general \| Classificació general \| Classificació general \| Classificació general \| \| Corredor \| Corredor \| Equip \| Temps \| \| \| --------------------- \| ---------------------------- \| --------------------- \| --------------------- \| --------------------- \| \| 1r \| Rohan Dennis \| BMC Racing Team \| 11h 07' 13" \| \| \| 2n \| Greg Van Avermaet \| BMC Racing Team \| + 0" \| \| \| 3r \| Damiano Caruso \| BMC Racing Team \| + 0" \| \| \| 4t \| Tejay van Garderen \| BMC Racing Team \| + 0" \| \| \| 5è \| Niki Terpstra \| Quick-Step Floors \| + 16" \| \| \| 6è \| Bob Jungels \| Quick-Step Floors \| + 16" \| \| \| 7è \| Nairo Quintana Rojas \| Movistar Team \| + 21" \| \| \| 8è \| Andrey Amador Bikkazakova \| Movistar Team \| + 21" \| \| \| 9è \| Jonathan Castroviejo Nicolás \| Movistar Team \| + 21" \| \| \| 10è \| Daniel Moreno Fernández \| Movistar Team \| + 21" \| \| |                              |                   |             |
| |                              |                   |             |
| Font: ProCyclingStats |                              |                   |             |
| Classificació general |                              |                   |             |
| Corredor | Corredor                     | Equip             | Temps       |
| 1r | Rohan Dennis                 | BMC Racing Team   | 11h 07' 13" |
| 2n | Greg Van Avermaet            | BMC Racing Team   | + 0"        |
| 3r | Damiano Caruso               | BMC Racing Team   | + 0"        |
| 4t | Tejay van Garderen           | BMC Racing Team   | + 0"        |
| 5è | Niki Terpstra                | Quick-Step Floors | + 16"       |
| 6è | Bob Jungels                  | Quick-Step Floors | + 16"       |
| 7è | Nairo Quintana Rojas         | Movistar Team     | + 21"       |
| 8è | Andrey Amador Bikkazakova    | Movistar Team     | + 21"       |
| 9è | Jonathan Castroviejo Nicolás | Movistar Team     | + 21"       |
| 10è | Daniel Moreno Fernández      | Movistar Team     | + 21"       |

### Etapa 4
11 de març de 2017. Montalto di Castro - Monte Terminillo, 187 km
Etapa reina de la present edició, amb l'ascensió final al Monte Terminillo, de 16,1 km al 7,3% de mitjana i rampes de fins al 12%. Prèviament, al km 57,1 hauran pujat La Colonnetta, l'altra port de l'etapa.
Nairo Quintana (Movistar) va guanyar en solitari al cim del Terminillo, després d'atacar a manca de 2 km per l'arribada. Geraint Thomas (Sky) arribà a 18" i Adam Yates (Orica Scott) a 24". En la general Quintana passa a liderar la cursa amb 33" sobre Yates. El francès Thibaut Pinot (FDJ) és tercer a 56".
| \| Classificació de l'etapa \| Classificació de l'etapa \| Classificació de l'etapa \| Classificació de l'etapa \| Classificació de l'etapa \| \| Corredor \| Corredor \| Equip \| Temps \| \| \| ------------------------ \| ------------------------ \| ------------------------ \| ------------------------ \| ------------------------ \| \| 1r \| Nairo Quintana Rojas \| Movistar Team \| 5h 27' 22" \| \| \| 2n \| Geraint Thomas \| Team Sky \| + 18" \| \| \| 3r \| Adam Yates \| Orica-Scott \| + 24" \| \| \| 4t \| Rigoberto Urán \| Cannondale-Drapac \| + 24" \| \| \| 5è \| Simon Špilak \| Katusha-Alpecin \| + 29" \| \| \| 6è \| Tom Dumoulin \| Team Sunweb \| + 41" \| \| \| 7è \| Domenico Pozzovivo \| AG2R La Mondiale \| + 41" \| \| \| 8è \| Mikel Landa Meana \| Team Sky \| + 41" \| \| \| 9è \| Thibaut Pinot \| FDJ \| + 46" \| \| \| 10è \| Primož Roglič \| LottoNL-Jumbo \| + 51" \| \| |                      |                   |            |
| |                      |                   |            |
| Font: ProCyclingStats |                      |                   |            |
| Classificació de l'etapa |                      |                   |            |
| Corredor | Corredor             | Equip             | Temps      |
| 1r | Nairo Quintana Rojas | Movistar Team     | 5h 27' 22" |
| 2n | Geraint Thomas       | Team Sky          | + 18"      |
| 3r | Adam Yates           | Orica-Scott       | + 24"      |
| 4t | Rigoberto Urán       | Cannondale-Drapac | + 24"      |
| 5è | Simon Špilak         | Katusha-Alpecin   | + 29"      |
| 6è | Tom Dumoulin         | Team Sunweb       | + 41"      |
| 7è | Domenico Pozzovivo   | AG2R La Mondiale  | + 41"      |
| 8è | Mikel Landa Meana    | Team Sky          | + 41"      |
| 9è | Thibaut Pinot        | FDJ               | + 46"      |
| 10è | Primož Roglič        | LottoNL-Jumbo     | + 51"      |

| \| Classificació general \| Classificació general \| Classificació general \| Classificació general \| Classificació general \| \| Corredor \| Corredor \| Equip \| Temps \| \| \| --------------------- \| ---------------------------- \| --------------------- \| --------------------- \| --------------------- \| \| 1r \| Nairo Quintana Rojas \| Movistar Team \| 16h 34' 46" \| \| \| 2n \| Adam Yates \| Orica-Scott \| + 33" \| \| \| 3r \| Thibaut Pinot \| FDJ \| + 56" \| \| \| 4t \| Jonathan Castroviejo Nicolás \| Movistar Team \| + 1' 01" \| \| \| 5è \| Rohan Dennis \| BMC Racing Team \| + 1' 06" \| \| \| 6è \| Tom Dumoulin \| Team Sunweb \| + 1' 19" \| \| \| 7è \| Primož Roglič \| LottoNL-Jumbo \| + 1' 19" \| \| \| 8è \| Geraint Thomas \| Team Sky \| + 1' 23" \| \| \| 9è \| Daniel Moreno Fernández \| Movistar Team \| + 1' 27" \| \| \| 10è \| Domenico Pozzovivo \| AG2R La Mondiale \| + 1' 29" \| \| |                              |                  |             |
| |                              |                  |             |
| Font: ProCyclingStats |                              |                  |             |
| Classificació general |                              |                  |             |
| Corredor | Corredor                     | Equip            | Temps       |
| 1r | Nairo Quintana Rojas         | Movistar Team    | 16h 34' 46" |
| 2n | Adam Yates                   | Orica-Scott      | + 33"       |
| 3r | Thibaut Pinot                | FDJ              | + 56"       |
| 4t | Jonathan Castroviejo Nicolás | Movistar Team    | + 1' 01"    |
| 5è | Rohan Dennis                 | BMC Racing Team  | + 1' 06"    |
| 6è | Tom Dumoulin                 | Team Sunweb      | + 1' 19"    |
| 7è | Primož Roglič                | LottoNL-Jumbo    | + 1' 19"    |
| 8è | Geraint Thomas               | Team Sky         | + 1' 23"    |
| 9è | Daniel Moreno Fernández      | Movistar Team    | + 1' 27"    |
| 10è | Domenico Pozzovivo           | AG2R La Mondiale | + 1' 29"    |

### Etapa 5
12 de març de 2017. Rieti - Fermo, 210 km
Etapa amb tan sols tres cotes puntuables, però amb un terreny trencacames durant els darrers 100 km, amb contínues pujades i baixades. L'arribada a Fermo és molt complicada, ja que els darrers 5 km presenten uns primers 2,5 km al 8% de mitjana, un petit descens de 2 km i un km final amb rampes de fins al 22% i una mitjana superior a l'11%.
Segona victòria d'etapa de Peter Sagan (Bora) en aquesta edició de la Tirrena. Sagan s'imposà a l'esprint en les dures rampes de Fermo en un petit grup en què hi havia tots els favorits a la victòria final, excepte Adam Yates, que abandonà durant l'etapa per problemes estomacals.
| \| Classificació de l'etapa \| Classificació de l'etapa \| Classificació de l'etapa \| Classificació de l'etapa \| Classificació de l'etapa \| \| Corredor \| Corredor \| Equip \| Temps \| \| \| ------------------------ \| ------------------------ \| ------------------------ \| ------------------------ \| ------------------------ \| \| 1r \| Peter Sagan \| Bora-Hansgrohe \| 5h 00' 05" \| \| \| 2n \| Thibaut Pinot \| FDJ \| + 0" \| \| \| 3r \| Primož Roglič \| LottoNL-Jumbo \| + 0" \| \| \| 4t \| Geraint Thomas \| Team Sky \| + 0" \| \| \| 5è \| Bauke Mollema \| Trek-Segafredo \| + 0" \| \| \| 6è \| Rigoberto Urán \| Cannondale-Drapac \| + 0" \| \| \| 7è \| Tom Dumoulin \| Team Sunweb \| + 0" \| \| \| 8è \| Nairo Quintana Rojas \| Movistar Team \| + 0" \| \| \| 9è \| Rohan Dennis \| BMC Racing Team \| + 0" \| \| \| 10è \| Simon Špilak \| Katusha-Alpecin \| + 6" \| \| |                      |                   |            |
| |                      |                   |            |
| Font: ProCyclingStats |                      |                   |            |
| Classificació de l'etapa |                      |                   |            |
| Corredor | Corredor             | Equip             | Temps      |
| 1r | Peter Sagan          | Bora-Hansgrohe    | 5h 00' 05" |
| 2n | Thibaut Pinot        | FDJ               | + 0"       |
| 3r | Primož Roglič        | LottoNL-Jumbo     | + 0"       |
| 4t | Geraint Thomas       | Team Sky          | + 0"       |
| 5è | Bauke Mollema        | Trek-Segafredo    | + 0"       |
| 6è | Rigoberto Urán       | Cannondale-Drapac | + 0"       |
| 7è | Tom Dumoulin         | Team Sunweb       | + 0"       |
| 8è | Nairo Quintana Rojas | Movistar Team     | + 0"       |
| 9è | Rohan Dennis         | BMC Racing Team   | + 0"       |
| 10è | Simon Špilak         | Katusha-Alpecin   | + 6"       |

| \| Classificació general \| Classificació general \| Classificació general \| Classificació general \| Classificació general \| \| Corredor \| Corredor \| Equip \| Temps \| \| \| --------------------- \| ---------------------------- \| --------------------- \| --------------------- \| --------------------- \| \| 1r \| Nairo Quintana Rojas \| Movistar Team \| 21h 34' 51" \| \| \| 2n \| Thibaut Pinot \| FDJ \| + 50" \| \| \| 3r \| Rohan Dennis \| BMC Racing Team \| + 1' 06" \| \| \| 4t \| Primož Roglič \| LottoNL-Jumbo \| + 1' 15" \| \| \| 5è \| Tom Dumoulin \| Team Sunweb \| + 1' 19" \| \| \| 6è \| Geraint Thomas \| Team Sky \| + 1' 23" \| \| \| 7è \| Rigoberto Urán \| Cannondale-Drapac \| + 1' 30" \| \| \| 8è \| Jonathan Castroviejo Nicolás \| Movistar Team \| + 1' 32" \| \| \| 9è \| Bauke Mollema \| Trek-Segafredo \| + 1' 37" \| \| \| 10è \| Simon Špilak \| Katusha-Alpecin \| + 1' 59" \| \| |                              |                   |             |
| |                              |                   |             |
| Font: ProCyclingStats |                              |                   |             |
| Classificació general |                              |                   |             |
| Corredor | Corredor                     | Equip             | Temps       |
| 1r | Nairo Quintana Rojas         | Movistar Team     | 21h 34' 51" |
| 2n | Thibaut Pinot                | FDJ               | + 50"       |
| 3r | Rohan Dennis                 | BMC Racing Team   | + 1' 06"    |
| 4t | Primož Roglič                | LottoNL-Jumbo     | + 1' 15"    |
| 5è | Tom Dumoulin                 | Team Sunweb       | + 1' 19"    |
| 6è | Geraint Thomas               | Team Sky          | + 1' 23"    |
| 7è | Rigoberto Urán               | Cannondale-Drapac | + 1' 30"    |
| 8è | Jonathan Castroviejo Nicolás | Movistar Team     | + 1' 32"    |
| 9è | Bauke Mollema                | Trek-Segafredo    | + 1' 37"    |
| 10è | Simon Špilak                 | Katusha-Alpecin   | + 1' 59"    |

### Etapa 6
13 de març de 2017. Ascoli Piceno - Civitanova Marche, 168 km
Etapa amb una sola dificultat muntanyosa, però un terreny ondulat en la part central de la mateixa.
L'etapa ha comptat amb una escapada inicial formada per set corredors que han estat neutralitzats a manca de 8,2 km de meta. En l'esprint final Fernando Gaviria (Quick Step) s'ha imposat a Peter Sagan, mentre Nairo Quintana manté el liderat sense problemes.
| \| Classificació de l'etapa \| Classificació de l'etapa \| Classificació de l'etapa \| Classificació de l'etapa \| Classificació de l'etapa \| \| Corredor \| Corredor \| Equip \| Temps \| \| \| ------------------------ \| ------------------------ \| ------------------------ \| ------------------------ \| ------------------------ \| \| 1r \| Fernando Gaviria Rendón \| Quick-Step Floors \| 4h 09' 31" \| \| \| 2n \| Peter Sagan \| Bora-Hansgrohe \| + 0" \| \| \| 3r \| Jasper Stuyven \| Trek-Segafredo \| + 0" \| \| \| 4t \| Matteo Trentin \| Quick-Step Floors \| + 0" \| \| \| 5è \| Jens Debusschere \| Lotto-Soudal \| + 0" \| \| \| 6è \| Elia Viviani \| Team Sky \| + 0" \| \| \| 7è \| Scott Thwaites \| Dimension Data \| + 0" \| \| \| 8è \| Eduard-Michael Grosu \| Nippo-Vini Fantini \| + 0" \| \| \| 9è \| Anthony Roux \| FDJ \| + 0" \| \| \| 10è \| Jürgen Roelandts \| Lotto-Soudal \| + 0" \| \| |                         |                    |            |
| |                         |                    |            |
| Font: ProCyclingStats |                         |                    |            |
| Classificació de l'etapa |                         |                    |            |
| Corredor | Corredor                | Equip              | Temps      |
| 1r | Fernando Gaviria Rendón | Quick-Step Floors  | 4h 09' 31" |
| 2n | Peter Sagan             | Bora-Hansgrohe     | + 0"       |
| 3r | Jasper Stuyven          | Trek-Segafredo     | + 0"       |
| 4t | Matteo Trentin          | Quick-Step Floors  | + 0"       |
| 5è | Jens Debusschere        | Lotto-Soudal       | + 0"       |
| 6è | Elia Viviani            | Team Sky           | + 0"       |
| 7è | Scott Thwaites          | Dimension Data     | + 0"       |
| 8è | Eduard-Michael Grosu    | Nippo-Vini Fantini | + 0"       |
| 9è | Anthony Roux            | FDJ                | + 0"       |
| 10è | Jürgen Roelandts        | Lotto-Soudal       | + 0"       |

| \| Classificació general \| Classificació general \| Classificació general \| Classificació general \| Classificació general \| \| Corredor \| Corredor \| Equip \| Temps \| \| \| --------------------- \| ---------------------------- \| --------------------- \| --------------------- \| --------------------- \| \| 1r \| Nairo Quintana Rojas \| Movistar Team \| 25h 44' 28" \| \| \| 2n \| Thibaut Pinot \| FDJ \| + 50" \| \| \| 3r \| Rohan Dennis \| BMC Racing Team \| + 1' 06" \| \| \| 4t \| Primož Roglič \| LottoNL-Jumbo \| + 1' 15" \| \| \| 5è \| Tom Dumoulin \| Team Sunweb \| + 1' 19" \| \| \| 6è \| Geraint Thomas \| Team Sky \| + 1' 23" \| \| \| 7è \| Rigoberto Urán \| Cannondale-Drapac \| + 1' 30" \| \| \| 8è \| Jonathan Castroviejo Nicolás \| Movistar Team \| + 1' 32" \| \| \| 9è \| Bauke Mollema \| Trek-Segafredo \| + 1' 37" \| \| \| 10è \| Simon Špilak \| Katusha-Alpecin \| + 1' 59" \| \| |                              |                   |             |
| |                              |                   |             |
| Font: ProCyclingStats |                              |                   |             |
| Classificació general |                              |                   |             |
| Corredor | Corredor                     | Equip             | Temps       |
| 1r | Nairo Quintana Rojas         | Movistar Team     | 25h 44' 28" |
| 2n | Thibaut Pinot                | FDJ               | + 50"       |
| 3r | Rohan Dennis                 | BMC Racing Team   | + 1' 06"    |
| 4t | Primož Roglič                | LottoNL-Jumbo     | + 1' 15"    |
| 5è | Tom Dumoulin                 | Team Sunweb       | + 1' 19"    |
| 6è | Geraint Thomas               | Team Sky          | + 1' 23"    |
| 7è | Rigoberto Urán               | Cannondale-Drapac | + 1' 30"    |
| 8è | Jonathan Castroviejo Nicolás | Movistar Team     | + 1' 32"    |
| 9è | Bauke Mollema                | Trek-Segafredo    | + 1' 37"    |
| 10è | Simon Špilak                 | Katusha-Alpecin   | + 1' 59"    |

### Etapa 7
14 de març de 2017. San Benedetto del Tronto - San Benedetto del Tronto, 10 km (Contrarellotge individual)
Habitual Contrarellotge individual, totalment plana, pel passeig marítim de San Benedetto del Tronto.
Rohan Dennis (BMC) guanyà l'etapa amb un temps d'11' 18", per savant de Jos Van Emden (LottoNl-Jumbo) i Michael Hepburn (Orica-Scott), ambós a 3". Nairo Quintana (Movistar) conservà el liderat per 25" i guanyà per segona vegada la Tirrena-Adriàtica, després de la guanyada el 2015.
| \| Classificació de l'etapa \| Classificació de l'etapa \| Classificació de l'etapa \| Classificació de l'etapa \| Classificació de l'etapa \| \| Corredor \| Corredor \| Equip \| Temps \| \| \| ------------------------ \| ------------------------ \| ------------------------ \| ------------------------ \| ------------------------ \| \| 1r \| Rohan Dennis \| BMC Racing Team \| 11' 18" \| \| \| 2n \| Jos van Emden \| LottoNL-Jumbo \| + 3" \| \| \| 3r \| Michael Hepburn \| Orica-Scott \| + 3" \| \| \| 4t \| Steven Cummings \| Dimension Data \| + 8" \| \| \| 5è \| Primož Roglič \| LottoNL-Jumbo \| + 11" \| \| \| 6è \| Maciej Bodnar \| Bora-Hansgrohe \| + 15" \| \| \| 7è \| Edvald Boasson Hagen \| Dimension Data \| + 15" \| \| \| 8è \| Geraint Thomas \| Team Sky \| + 16" \| \| \| 9è \| Ryan Mullen \| Cannondale-Drapac \| + 17" \| \| \| 10è \| Alex Dowsett \| Movistar Team \| + 17" \| \| |                      |                   |         |
| |                      |                   |         |
| Font: ProCyclingStats |                      |                   |         |
| Classificació de l'etapa |                      |                   |         |
| Corredor | Corredor             | Equip             | Temps   |
| 1r | Rohan Dennis         | BMC Racing Team   | 11' 18" |
| 2n | Jos van Emden        | LottoNL-Jumbo     | + 3"    |
| 3r | Michael Hepburn      | Orica-Scott       | + 3"    |
| 4t | Steven Cummings      | Dimension Data    | + 8"    |
| 5è | Primož Roglič        | LottoNL-Jumbo     | + 11"   |
| 6è | Maciej Bodnar        | Bora-Hansgrohe    | + 15"   |
| 7è | Edvald Boasson Hagen | Dimension Data    | + 15"   |
| 8è | Geraint Thomas       | Team Sky          | + 16"   |
| 9è | Ryan Mullen          | Cannondale-Drapac | + 17"   |
| 10è | Alex Dowsett         | Movistar Team     | + 17"   |

## Classificacions finals

### Classificació general
| \| Classificació general \| Classificació general \| Classificació general \| Classificació general \| Classificació general \| \| Corredor \| Corredor \| Equip \| Temps \| \| \| --------------------- \| ---------------------------- \| --------------------- \| --------------------- \| --------------------- \| \| 1r \| Nairo Quintana Rojas \| Movistar Team \| 25h 56' 27" \| \| \| 2n \| Rohan Dennis \| BMC Racing Team \| + 25" \| \| \| 3r \| Thibaut Pinot \| FDJ \| + 36" \| \| \| 4t \| Primož Roglič \| LottoNL-Jumbo \| + 45" \| \| \| 5è \| Geraint Thomas \| Team Sky \| + 58" \| \| \| 6è \| Tom Dumoulin \| Team Sunweb \| + 1' 01" \| \| \| 7è \| Jonathan Castroviejo Nicolás \| Movistar Team \| + 1' 18" \| \| \| 8è \| Rigoberto Urán \| Cannondale-Drapac \| + 1' 36" \| \| \| 9è \| Bauke Mollema \| Trek-Segafredo \| + 1' 38" \| \| \| 10è \| Domenico Pozzovivo \| AG2R La Mondiale \| + 1' 59" \| \| |                              |                   |             |
| |                              |                   |             |
| Fonts: ProCyclingStats Cycling Quotient |                              |                   |             |
| Classificació general |                              |                   |             |
| Corredor | Corredor                     | Equip             | Temps       |
| 1r | Nairo Quintana Rojas         | Movistar Team     | 25h 56' 27" |
| 2n | Rohan Dennis                 | BMC Racing Team   | + 25"       |
| 3r | Thibaut Pinot                | FDJ               | + 36"       |
| 4t | Primož Roglič                | LottoNL-Jumbo     | + 45"       |
| 5è | Geraint Thomas               | Team Sky          | + 58"       |
| 6è | Tom Dumoulin                 | Team Sunweb       | + 1' 01"    |
| 7è | Jonathan Castroviejo Nicolás | Movistar Team     | + 1' 18"    |
| 8è | Rigoberto Urán               | Cannondale-Drapac | + 1' 36"    |
| 9è | Bauke Mollema                | Trek-Segafredo    | + 1' 38"    |
| 10è | Domenico Pozzovivo           | AG2R La Mondiale  | + 1' 59"    |

### Classificacions secundàries
|   | Ciclista             | Equip          | Punts |
| - | -------------------- | -------------- | ----- |
| 1 | Peter Sagan (SVK)    | Bora-Hansgrohe | 42    |
| 2 | Mirco Maestri (ITA)  | Bardiani-CSF   | 40    |
| 3 | Geraint Thomas (GBR) | Team Sky       | 32    |

|   | Ciclista               | Equip                       | Punts |
| - | ---------------------- | --------------------------- | ----- |
| 1 | Davide Ballerini (ITA) | Androni Giocattoli-Sidermec | 18    |
| 2 | Alan Marangoni (ITA)   | Nippo-Vini Fantini          | 16    |
| 3 | Nairo Quintana (COL)   | Movistar Team               | 15    |

|   | Ciclista                   | Equip                       | Temps       |
| - | -------------------------- | --------------------------- | ----------- |
| 1 | Bob Jungels (LUX)          | Quick-Step Floors           | 25h 59' 20" |
| 2 | Egan Bernal (COL)          | Androni Giocattoli-Sidermec | + 27"       |
| 3 | Søren Kragh Andersen (DEN) | Team Sunweb                 | + 13' 33"   |

|   | Equip           | Temps       |
| - | --------------- | ----------- |
| 1 | Movistar Team   | 77h 05' 00" |
| 2 | BMC Racing Team | + 3' 15"    |
| 3 | Team Sky        | + 7' 41"    |

## Evolució de les classificacions
| Etapa | Vencedor         | Classificació general | Classificació per punts | Classificació de la muntanya | Classificació dels joves | Classificació per equips |
| ----- | ---------------- | --------------------- | ----------------------- | ---------------------------- | ------------------------ | ------------------------ |
| 1     | BMC Racing Team  | Damiano Caruso        | No entregat             | No entregat                  | Stefan Küng              | BMC Racing Team          |
| 2     | Geraint Thomas   | Greg Van Avermaet     | Geraint Thomas          | Davide Ballerini             | Bob Jungels              | BMC Racing Team          |
| 3     | Peter Sagan      | Rohan Dennis          | Peter Sagan             | Davide Ballerini             | Bob Jungels              | BMC Racing Team          |
| 4     | Nairo Quintana   | Nairo Quintana        | Mirco Maestri           | Nairo Quintana               | Adam Yates               | Movistar Team            |
| 5     | Peter Sagan      | Nairo Quintana        | Peter Sagan             | Nairo Quintana               | Egan Bernal              | Movistar Team            |
| 6     | Fernando Gaviria | Nairo Quintana        | Peter Sagan             | Davide Ballerini             | Egan Bernal              | Movistar Team            |
| 7     | Rohan Dennis     | Nairo Quintana        | Peter Sagan             | Davide Ballerini             | Bob Jungels              | Movistar Team            |
| Final | Final            | Nairo Quintana        | Peter Sagan             | Davide Ballerini             | Bob Jungels              | Movistar Team            |